# フランシスコ・リンドーア
- フランシスコ・リンドア
- フランシスコ・リンドール
- フランシスコ・リンドー

フランシスコ・ミゲル・リンドール・セラーノ（Francisco Miguel Lindor Serrano、1993年11月14日 - ）は、プエルトリコのカグアス出身のプロ野球選手（遊撃手）。右投両打。MLBのニューヨーク・メッツ所属。愛称はミスター・スマイル。

## 経歴

### プロ入りとインディアンス時代

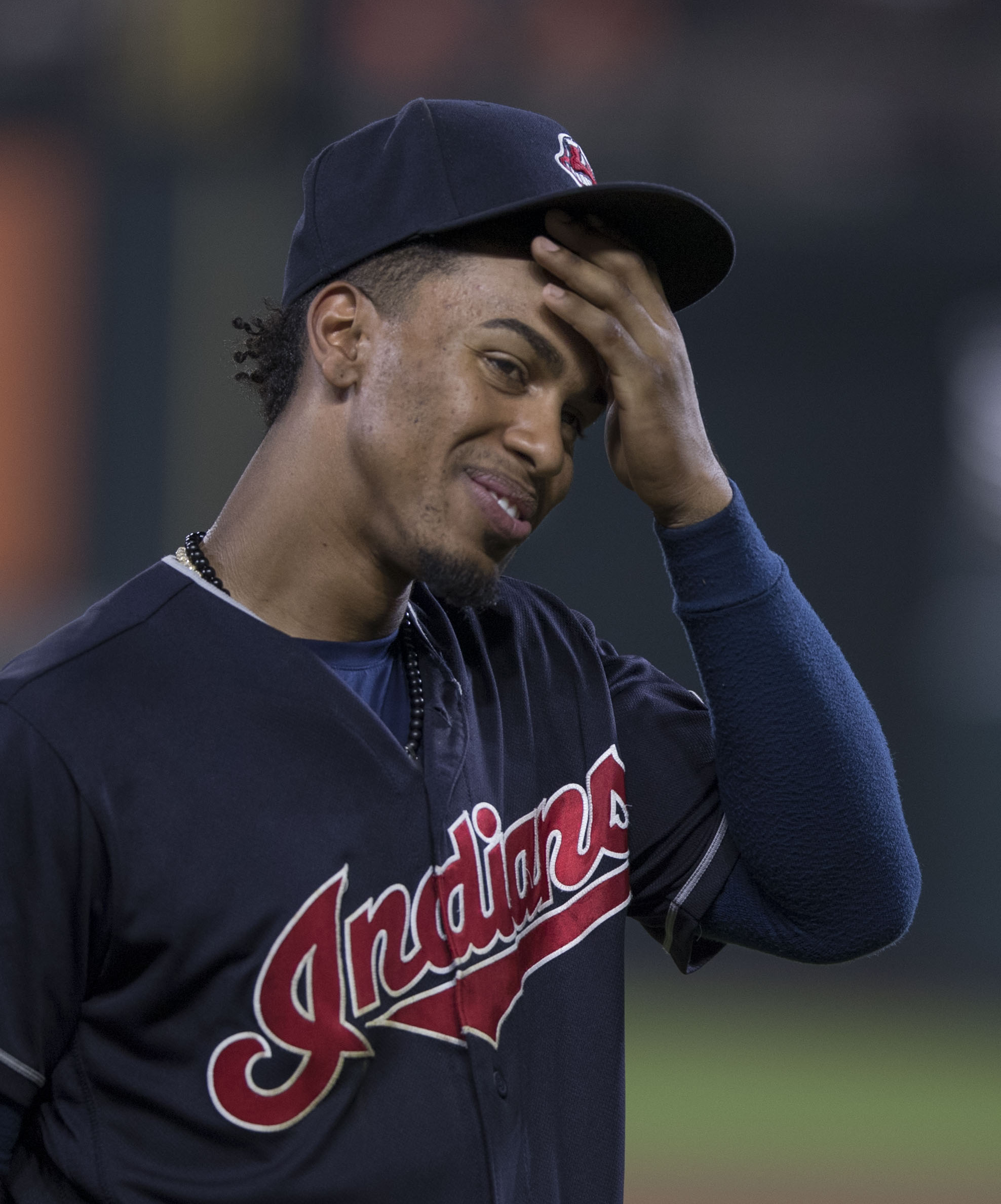
クリーブランド・インディアンス時代
（2017年6月22日）

2011年のMLBドラフト1巡目（全体8位）でクリーブランド・インディアンスから指名され、プロ入り。この年は傘下のA-級マホーニングバレー・スクラッパーズでプロデビュー。
2012年はA級レイクカウンティ・キャプテンズでプレーし、122試合に出場して打率.257、6本塁打、42打点、27盗塁を記録した。また、この年はオールスター・フューチャーズゲームにも選出された。
2013年はA+級カロライナ・マドキャッツとAA級アクロン・エアロズでプレーし、2球団合計で104試合に出場して打率.303、2本塁打、34打点、25盗塁を記録した。
2014年はAA級アクロン・ラバーダックスとAAA級コロンバス・クリッパーズでプレーし、2球団合計で126試合に出場して打率.276、11本塁打、62打点、28盗塁を記録した。オフの11月にはベラクルス中央アメリカ・カリブ海競技大会の野球プエルトリコ代表に選出された。
2015年はAAA級コロンバスで開幕を迎えた。6月14日にメジャー契約を結んでアクティブ・ロースター入りし、同日のデトロイト・タイガース戦にて代打でメジャーデビューし、2打席目にホアキム・ソリアからMLB初安打を放った。以後、ルーキーながら遊撃手のレギュラーに抜擢され、99試合に出場した。打率.313、12本塁打、51打点、12盗塁を記録したほか、アメリカンリーグトップの13犠打を記録した。守備面では、どのような打球でも捕球したため"バキュームクリーナー"と愛称がつけられた。
2016年は主に3番打者として起用された。自身初のオールスターに選出された。最終的に158試合に出場し、2年連続で打率3割・2桁本塁打を記録した。また守備率.982を記録した。ポストシーズンでは打率.310と結果を残したが、チームはワールドシリーズで敗れた。オフには自身初となるゴールドグラブ賞を受賞。12月5日には第4回ワールド・ベースボール・クラシック（WBC）のプエルトリコ代表に選出された。
2017年はシーズン開幕前に選出されていた第4回WBCに参加。3月22日の決勝アメリカ合衆国戦に敗戦し、2大会連続で準優勝となった。大会最優秀遊撃手となった。シーズンでは自身初となる満塁本塁打やサヨナラ本塁打を記録するなど、153試合に出場して打率.273、33本塁打、89打点を記録した。アメリカンリーグディビジョンシリーズ（ALDS）では第2戦に球団史上5人目の満塁本塁打を記録した。オフに自身初となるシルバースラッガー賞を受賞した。
2018年はキャンプ中に監督に直訴し、1番打者で起用されることになった。5月は2週連続でプレイヤー・オブ・ザ・ウィークを受賞し、プレイヤー・オブ・ザ・マンスも受賞した。7月2日のオークランド・アスレチックス戦では遊撃手で球団史上2人目となる7得点を記録した。7月10日には80得点に達し、エドガー・マルティネスによるオールスターゲーム前の歴代最多得点を更新した。最終的に158試合に出場し、打率.277、38本塁打、92打点で、129得点はリーグトップだった。オフにシルバースラッガー賞を2年連続で受賞した。
2019年は開幕を故障で出遅れ、シーズン初出場は4月20日であった。最終成績は143試合の出場で打率.284、32本塁打、74打点、22盗塁を記録した。オフに3年ぶりとなるゴールドグラブ賞を受賞した。
2020年はCOVID-19の影響による60試合の短縮シーズンで、打率.258、8本塁打、27打点、OPS.750に留まった。

### メッツ時代
2021年1月7日にアーメッド・ロザリオ、アンドレス・ジメネス、アイザイア・グリーン、ジョシュ・ウルフとのトレードで、カルロス・カラスコと共にニューヨーク・メッツへ移籍した。その後15日に年俸調停を回避し、1年総額2230万ドルで契約更改した。この年のオフにFAとなる予定のリンドーアはメッツに対して、契約延長の交渉期限はシーズン開幕前までで、シーズン開幕後は交渉に応じないことを通達。3月30日にメッツから10年総額3億2500万ドルのオファーを受けたが、リンドーアはこれに対し10年総額3億8500万ドルを要求した。両者の金額には大きな開きがあったが、最終的にはリンドーアが譲歩し、開幕を直前に控えた翌31日にメッツと10年総額3億4100万ドルの契約延長に合意した。契約金は2100万ドルで、2022年から2031年まで毎年3200万ドルが年俸として支払われる。オプションとして15球団に対するトレード拒否権が含まれたが、オプトアウトの権利はなく、契約満了までメッツに留まることが濃厚となった。その後4月5日に正式発表された。5月8日のアリゾナ・ダイヤモンドバックス戦で通算100盗塁を達成した。しかし、開幕時からまったく調子が上がらず、ファンから度重なるブーイングを受け続けた。8月にはそれに返すようなサムズダウン・ポーズを塁上で行い、球団会長から苦言を呈された。最終的に、打率.230、20本塁打、63打点、OPS.734の成績に終わった。
2022年は復調を見せ、5月末に週間MVP受賞、8月14日に遊撃手として球団史上最多安打記録を更新、9月15日にはメッツの遊撃手として最多本塁打記録を塗り替えた。最終成績は、打率.270、26本塁打、107打点、OPS.788であった。オフの12月5日には自身初となるセカンドチームの遊撃手としてオールMLBチームに選出された。
2023年はシーズン開幕前の3月に開催された第5回WBCのプエルトリコ代表に選出された。
2025年はシーズン途中の4月16日に翌年3月に開催される第6回WBCのプエルトリコ代表の主将を務めることが発表された。

## 人物
2010年のWBSC U-18ワールドカップにはアメリカ合衆国代表として出場。2017 ワールド・ベースボール・クラシックにはプエルトリコ代表として出場し、決勝ではアメリカ合衆国代表と対戦した。
ハビアー・バエズとは旧知の仲である。2016年のワールドシリーズでは当時カブスに所属していたバエスと対戦し、2017年のWBCではプエルトリコ代表として二遊間を組み、2021年にはバエスがメッツにトレードで移籍した時に一時期的に二遊間を組んだ。

## 詳細情報

### 年度別打撃成績
| 年 度     | 球 団     | 試 合 | 打 席 | 打 数 | 得 点 | 安 打 | 二 塁 打 | 三 塁 打 | 本 塁 打 | 塁 打 | 打 点 | 盗 塁 | 盗 塁 死 | 犠 打 | 犠 飛 | 四 球 | 敬 遠 | 死 球 | 三 振 | 併 殺 打 | 打 率 | 出 塁 率 | 長 打 率 | O P S |
| --------- | --------- | ----- | ----- | ----- | ----- | ----- | -------- | -------- | -------- | ----- | ----- | ----- | -------- | ----- | ----- | ----- | ----- | ----- | ----- | -------- | ----- | -------- | -------- | ----- |
| 2015      | CLE       | 99    | 438   | 390   | 50    | 122   | 22       | 4        | 12       | 188   | 51    | 12    | 2        | 13    | 7     | 27    | 0     | 1     | 69    | 12       | .313  | .353     | .482     | .835  |
| 2016      | CLE       | 158   | 684   | 604   | 99    | 182   | 30       | 3        | 15       | 263   | 78    | 19    | 5        | 3     | 15    | 57    | 3     | 5     | 88    | 18       | .301  | .358     | .435     | .794  |
| 2017      | CLE       | 159   | 723   | 651   | 99    | 178   | 44       | 4        | 33       | 329   | 89    | 15    | 3        | 5     | 3     | 60    | 6     | 4     | 93    | 11       | .273  | .337     | .505     | .842  |
| 2018      | CLE       | 158   | 745   | 661   | 129   | 183   | 42       | 2        | 38       | 343   | 92    | 25    | 10       | 3     | 3     | 70    | 7     | 8     | 107   | 5        | .277  | .352     | .519     | .871  |
| 2019      | CLE       | 143   | 654   | 598   | 101   | 170   | 40       | 2        | 32       | 310   | 74    | 22    | 5        | 1     | 6     | 46    | 9     | 3     | 98    | 13       | .284  | .335     | .518     | .854  |
| 2020      | CLE       | 60    | 266   | 236   | 30    | 61    | 13       | 0        | 8        | 98    | 27    | 6     | 2        | 0     | 2     | 24    | 2     | 4     | 41    | 8        | .258  | .335     | .415     | .750  |
| 2021      | NYM       | 125   | 524   | 452   | 73    | 104   | 16       | 3        | 20       | 186   | 63    | 10    | 4        | 6     | 3     | 58    | 4     | 5     | 96    | 7        | .230  | .322     | .412     | .734  |
| 2022      | NYM       | 161   | 706   | 630   | 98    | 170   | 25       | 5        | 26       | 283   | 107   | 16    | 6        | 0     | 7     | 59    | 2     | 10    | 133   | 11       | .270  | .339     | .449     | .788  |
| 2023      | NYM       | 160   | 687   | 602   | 108   | 153   | 33       | 2        | 31       | 283   | 98    | 31    | 4        | 0     | 7     | 66    | 1     | 12    | 137   | 8        | .254  | .336     | .470     | .806  |
| 2024      | NYM       | 152   | 689   | 618   | 107   | 169   | 39       | 1        | 33       | 309   | 91    | 29    | 4        | 0     | 3     | 56    | 0     | 12    | 127   | 7        | .273  | .344     | .500     | .844  |
| MLB：10年 | MLB：10年 | 1375  | 6116  | 5442  | 894   | 1492  | 304      | 26       | 248      | 2592  | 770   | 185   | 45       | 31    | 56    | 523   | 34    | 64    | 989   | 100      | .274  | .342     | .476     | .818  |

- 2024年度シーズン終了時
- 各年度の太字はリーグ最高

### WBCでの打撃成績
| 年 度 | 代 表        | 試 合 | 打 席 | 打 数 | 得 点 | 安 打 | 二 塁 打 | 三 塁 打 | 本 塁 打 | 塁 打 | 打 点 | 盗 塁 | 盗 塁 死 | 犠 打 | 犠 飛 | 四 球 | 敬 遠 | 死 球 | 三 振 | 併 殺 打 | 打 率 | 出 塁 率 | 長 打 率 |
| ----- | ------------ | ----- | ----- | ----- | ----- | ----- | -------- | -------- | -------- | ----- | ----- | ----- | -------- | ----- | ----- | ----- | ----- | ----- | ----- | -------- | ----- | -------- | -------- |
| 2017  | プエルトリコ | 7     | 31    | 27    | 7     | 10    | 1        | 0        | 2        | 17    | 4     | 0     | 0        | 0     | 1     | 2     | 0     | 1     | 0     | 0        | .370  | .419     | .630     |
| 2023  | プエルトリコ | 5     | 22    | 20    | 6     | 9     | 0        | 1        | 0        | 11    | 5     | 1     | 0        | 0     | 0     | 1     | 0     | 1     | 5     | 1        | .450  | .500     | .550     |

- 太字は大会最高

### 年度別守備成績
| 年 度 | 球 団 | 遊撃（SS） | 遊撃（SS） | 遊撃（SS） | 遊撃（SS） | 遊撃（SS） | 遊撃（SS） |
| 年 度 | 球 団 | 試 合      | 刺 殺      | 補 殺      | 失 策      | 併 殺      | 守 備 率   |
| ----- | ----- | ---------- | ---------- | ---------- | ---------- | ---------- | ---------- |
| 2015  | CLE   | 98         | 132        | 247        | 10         | 60         | .974       |
| 2016  | CLE   | 155        | 215        | 447        | 12         | 83         | .982       |
| 2017  | CLE   | 158        | 210        | 391        | 10         | 111        | .984       |
| 2018  | CLE   | 157        | 189        | 383        | 14         | 82         | .976       |
| 2019  | CLE   | 137        | 159        | 312        | 10         | 68         | .979       |
| 2020  | CLE   | 58         | 79         | 128        | 1          | 30         | .995       |
| 2021  | NYM   | 124        | 160        | 275        | 10         | 58         | .978       |
| 2022  | NYM   | 159        | 198        | 385        | 9          | 82         | .985       |
| 2023  | NYM   | 158        | 181        | 396        | 11         | 98         | .981       |
| 2024  | NYM   | 151        | 194        | 358        | 12         | 74         | .979       |
| MLB   | MLB   | 1355       | 1717       | 3322       | 99         | 746        | .981       |

- 2024年度シーズン終了時
- 各年度の太字はリーグ最高
- 各年度の太字年はゴールドグラブ賞受賞

### 表彰
- シルバースラッガー賞（遊撃手部門）：3回（2017年、2018年、2023年）
- ゴールドグラブ賞（遊撃手部門）：2回（2016年、2019年）
- プラチナ・ゴールド・グラブ賞：1回（2016年）
- ルーキー・オブ・ザ・マンス：1回（2015年9月）
- プレイヤー・オブ・ザ・マンス：1回（2018年5月）
- プレイヤー・オブ・ザ・ウィーク：3回（2018年4月30日 - 5月6日・5月7日 - 13日、2022年5月23日 - 29日）
- オールMLBチーム[29]
  - セカンドチーム（遊撃手）：3回（2022年 - 2024年）

国際大会
- WBC最優秀遊撃手：1回（2017年）

### 記録
MiLB
- オールスター・フューチャーズゲーム選出：3回（2012年 - 2014年）

MLB
- MLBオールスターゲーム選出：5回（2016年 - 2019年、2025年）

### 背番号
- 12（2015年 - ）

### 代表歴
アメリカ合衆国代表
- 2010年 WBSC U-18ワールドカップ アメリカ合衆国代表

プエルトリコ代表
- 2014年中央アメリカ・カリブ海競技大会野球プエルトリコ代表
- 2017 ワールド・ベースボール・クラシック・プエルトリコ代表
- 2023 ワールド・ベースボール・クラシック・プエルトリコ代表